# Soultz-Haut-Rhin
Soultz-Haut-Rhin là một xã trong vùng Grand Est, thuộc tỉnh Haut-Rhin, quận Guebwiller (quận), tổng Soultz-Haut-Rhin. Tọa độ địa lý của xã là 47° 53' vĩ độ bắc, 07° 13' kinh độ đông. Soultz-Haut-Rhin nằm trên độ cao trung bình là 270 mét trên mặt nước biển, có độ cao thấp nhất là 239 mét và độ cao nhất là 1421 mét. Xã có diện tích 29,56 km², dân số vào thời điểm 1999 là 6640 người; mật độ dân số là 224 người/km².

## Thông tin nhân khẩu
| 1962  | 1968  | 1975  | 1982  | 1990  | 1999  |
| ----- | ----- | ----- | ----- | ----- | ----- |
| 4 750 | 4 910 | 5 689 | 5 696 | 5 867 | 6 640 |

## Nhân vật nổi tiếng
- Alexander Puschkin.
- Bernard Genghini, cầu thủ bóng đá.
- Pierre Villon (1901-1980), chính trị gia, thành viên của Résistance.
- Katia Krafft nhà nghiên cứu núi lửa.

## Địa điểm tham quan
- Nhà thờ Église Saint-Maurice (1270-1489)
- Lâu đài Bucheneck (Viện bảo tàng lịch sử)